# یواس‌اس گریدلی (دی‌دی‌جی-۱۰۱)
یواس‌اس گریدلی (دی‌دی‌جی-۱۰۱) (به انگلیسی: USS Gridley (DDG-101)) یک کشتی است که طول آن ۵۰۹ فوت ۶ اینچ (۱۵۵٫۳۰ متر) می‌باشد. این کشتی در سال ۲۰۰۵ ساخته شد.